# Eduard Hindelang
Eduard Hindelang (* 9. November 1923 in Obergünzburg; † 14. März 2016) war ein deutscher Museumsleiter. Er war Gründer und Leiter des Museums Langenargen.
Hindelang war Soldat im Zweiten Weltkrieg. Nach Freilassung aus französischer Kriegsgefangenschaft war er ab 1947 als Kaufmann in Kressbronn am Bodensee tätig. Nach seiner Heirat mit Irmgard Loser übersiedelte er 1956 nach Langenargen und war beruflich als Prokurist tätig. Als Mitte der 1970er Jahre das alte Pfarrhaus vom Abriss bedroht war, rief er eine Bürgerinitiative ins Leben, die sich für die Rettung des Gebäudes einsetzte. Die Aktivitäten mündeten in der Einrichtung eines Heimatmuseums im Pfarrhaus; 1975 gründete Hindelang einen Museumsverein, dessen ehrenamtlicher Erster Vorsitzender er von 1976 bis 2012 war, danach Ehrenvorsitzender auf Lebenszeit. Von 1975 bis 2000 war Hindelang Kassier des Vereins für Geschichte des Bodensees und seiner Umgebung. Der Verein widmete ihm 1986 eine Festschrift und ernannte ihn 2000 zum Ehrenmitglied.
Durch Vorschlag von Eugen Biser wurde er Mitglied der Europäischen Akademie der Wissenschaften und Künste. Für seine Verdienste wurde Hindelang 1977 mit der Verdienstmedaille des Verdienstordens der Bundesrepublik Deutschland, 1983 mit dem Verdienstkreuz am Bande und 2010 mit dem Verdienstkreuz 1. Klasse gewürdigt. 1991 erhielt er die Verdienstmedaille des Landes Baden-Württemberg. 2001 ernannte ihn die Gemeinde Langenargen zu ihrem Ehrenbürger. Am 25. Januar 2005 wurde er für sein erfolgreiches Wirken für die Kunst durch den Ministerpräsidenten des Landes Baden-Württemberg mit dem Ehrentitel „Professor honoris causa“ ausgezeichnet. Papst Benedikt XVI. ernannte ihn zum Ritter vom Orden des Heiligen Papstes Silvester.